# Austrotritia unicarinata
Austrotritia unicarinata är en kvalsterart som beskrevs av Aoki 1980. Austrotritia unicarinata ingår i släktet Austrotritia och familjen Oribotritiidae. Inga underarter finns listade.